# Austroglanídids
Els austroglanídids (Austroglanididae) són una família de peixos teleostis d'aigua dolça i de l'ordre dels siluriformes.

## Morfologia
- Tres parells de barbes sensorials.
- Espines fortes dorsals i pectorals.
- Aleta adiposa petita.[2]

## Distribució geogràfica
Es troba a l'Àfrica austral.

## Gèneres i espècies
- Austroglanis (Skelton, Risch & de Vos, 1984)[3]
  - Austroglanis barnardi  (Skelton, 1981)[4]
  - Austroglanis gilli  (Barnard, 1943)[5]
  - Austroglanis sclateri  (Boulenger, 1901)[6][7][8][9]